# Calle 14–Union Square (línea Canarsie)
La Calle 14-Union Square es una estación en la línea Canarsie del Metro de Nueva York de la división B del Brooklyn–Manhattan Transit Corporation. La estación se encuentra localizada en Chelsea, Greenwich Village en Manhattan entre la Avenida Park y Broadway y la Calle 14 Este. La estación es servida en varios horarios por los trenes del Servicio .